# Wereldkampioenschappen schaatsen afstanden 2019 - 3000 meter vrouwen
De 3000 meter vrouwen op de wereldkampioenschappen schaatsen afstanden 2019 werd gereden op donderdag 7 februari 2019 in het ijsstadion Max Aicher Arena in Inzell.

## Statistieken

### Uitslag
| #      | Naam                   | Land | Tijd    |
| ------ | ---------------------- | ---- | ------- |
| Goud   | Martina Sáblíková      | CZE  | 3.58,91 |
| Zilver | Antoinette de Jong     | NED  | 3.59,41 |
| Brons  | Natalja Voronina       | RUS  | 3.59,99 |
| 4      | Carlijn Achtereekte    | NED  | 4.00,47 |
| 5      | Ireen Wüst             | NED  | 4.01,45 |
| 6      | Miho Takagi            | JPN  | 4.02,17 |
| 7      | Isabelle Weidemann     | CAN  | 4.03,49 |
| 8      | Jevgenia Lalenkova     | RUS  | 4.03,57 |
| 9      | Marina Zoejeva         | BLR  | 4.05,39 |
| 10     | Jelena Sochrjakova     | RUS  | 4.06,48 |
| 11     | Francesca Lollobrigida | ITA  | 4.06,95 |
| 12     | Valérie Maltais        | CAN  | 4.06,98 |
| 13     | Ayano Sato             | JPN  | 4.07,40 |
| 14     | Han Mei                | CHN  | 4.08,47 |
| 15     | Roxanne Dufter         | GER  | 4.09,07 |
| 16     | Nana Takagi            | JPN  | 4.10,46 |
| 17     | Karolina Bosiek        | POL  | 4.14,91 |
| 18     | Saskia Alusalu         | EST  | 4.16,22 |
| 19     | Sofie Karoline Haugen  | NOR  | 4.23,71 |
| 20     | Ivanie Blondin         | CAN  | DSQ     |

### Loting
| Rit | Binnenbaan             | Buitenbaan            |
| --- | ---------------------- | --------------------- |
| 1   | Karolina Bosiek        | Sofie Karoline Haugen |
| 2   | Han Mei                | Ireen Wüst            |
| 3   | Carlijn Achtereekte    | Roxanne Dufter        |
| 4   | Nana Takagi            | Valérie Maltais       |
| 5   | Saskia Alusalu         | Jelena Sochrjakova    |
| 6   | Jevgenia Lalenkova     | Miho Takagi           |
| 7   | Antoinette de Jong     | Ayano Sato            |
| 8   | Francesca Lollobrigida | Natalja Voronina      |
| 9   | Isabelle Weidemann     | Ivanie Blondin        |
| 10  | Martina Sáblíková      | Marina Zoejeva        |

1996 · 
1997 · 
1998 · 
1999 · 
2000 · 
2001 · 
2003 · 
2004 · 
2005 · 
2007 · 
2008 · 
2009 · 
2011 · 
2012 · 
2013 · 
2015 · 
2016 · 
2017 · 
2019 · 
2020 · 
2021 · 
2023 · 
2024 · 
2025